# ハイン・テル・ポールテン
ハイン・テル・ポールテン（Hein ter Poorten, 1887年11月27日 – 1968年1月15日）は、オランダの軍人。太平洋戦争当時のオランダ領東インド陸軍総司令官。

## 経歴
ジャワ島のボイテンツォルクに生まれる。本土アルクマールの幼年学校を経てブレダの士官学校を卒業後、1908年7月にオランダ領東インド軍少尉に任官。デルフトの砲兵工廠に配属される。間もなく飛行機に興味をも持つようになり、1910年に気球操縦のライセンスを取得し、植民地相に操縦士訓練の許可を申請する。許可を得たテル・ポールテンはベルギーのアントウェルペン、ついでフランスで私費で訓練を受け、1911年8月にオランダの軍人では初めて飛行機操縦のライセンスを取得した。演習で飛行機を操縦して経験を重ね、植民地相よりオランダ領東インドに航空部隊を育成するよう要請された。
1913年2月にジャワ島に戻り、最初は砲兵部隊に配属された。1915年にアメリカ合衆国に使節団団長として派遣された際、マーチン社より飛行機を2機購入してオランダ領東インド軍に配属させた。翌年ジャワ島で墜落事故を起こし、自身は重傷を負い、同乗者は死亡した。健康上の理由から4ヶ月間飛行禁止の措置を受け、そのためアメリカから購入した水上機の試験飛行に参加できず、操縦士としてのキャリアをあきらめ砲兵部隊に戻った。
1919年からオランダ本国のデン・ハーグで陸軍大学で学び、1922年から大佐としてジャワ島勤務になった。1926年から1931、ついで1933年から1936年の間、オランダ領東インド軍参謀本部付となる。そののち砲兵総監となり少将に昇進した。1939年に参謀長に就任。1941年10月、前任者の墜落事故による死亡を受けてオランダ領東インド陸軍総司令官に就任し、中将に昇進した。

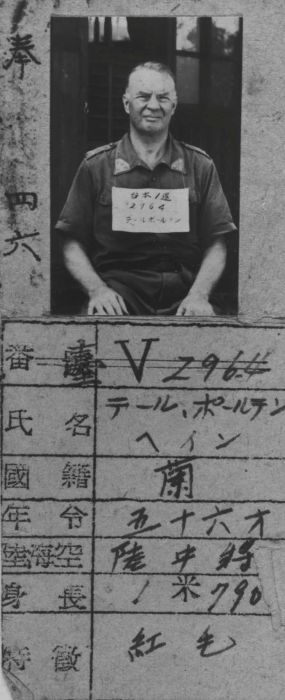
ポールテンの捕虜カード

1941年12月の太平洋戦争勃発により、テル・ポールテンは日本軍の攻撃に備える任務を負った。イギリス軍、オーストラリア軍、アメリカ軍と共同の司令部（ABDACOM）を設置し、その陸軍総司令官に任命され、司令部をジャワ島西部のレムバンに置いた。1942年3月1日に日本軍はジャワ島に上陸を開始、間もなく総督とともに日本軍司令官今村均中将との降伏協議に入った。3月9日にオランダ軍は降伏した。
残りの太平洋戦争の期間中、テル・ポールテンはジャワ島、台湾の日本軍の捕虜収容所で過ごし、1944年10月からは満州に移送された。1945年8月17日に解放されオランダに帰国した。その後の人生は日本軍に早々に降伏したことへの批判に対する自己弁護に費やした。デン・ハーグで死去した。
テル・ポールテンは二度結婚し、最初の結婚で二女をもうけた。